# Unzen
Unzen (japanska: 雲仙市?, Unzen-shi) är en stad i Nagasaki prefektur i Japan. Staden skapades 2005 genom sammanslagning av kommunerna Aino, Azuma, Chidiwa, Kunimi, Minamikushiyama, Mizuho och Obama. Den nya staden fick sitt namn från vulkanen Unzen vars högsta topp ligger i sydöstra delen av staden.